# Announo
Announo è stato un programma televisivo di attualità politica creato, ideato e diretto dalla Zerostudio's di Michele Santoro, condotto da Giulia Innocenzi, in onda al giovedì in prima serata a partire dall'8 maggio 2014 sulle frequenze televisive di LA7 e sui siti web di Zerostudio's (announo.tv e serviziopubblico.it) al cui flusso streaming si collegavano i siti de Il Fatto Quotidiano e di LA7.

## Il programma
Announo era uno spin-off di Servizio pubblico, il talk di LA7 condotto da Santoro: nel titolo vi è un chiaro rimando al precedente programma di Michele Santoro su Rai 2 Annozero.
Visto il successo negli ascolti (superiori alla media auditel di LA7 di quel periodo) della prima edizione in onda nella tarda primavera del 2014, il programma venne confermato anche per la stagione 2014-2015, sempre al giovedì in prima serata.
Il programma si apriva con l'anteprima di Michele Santoro seguito poi dal dibattito, moderato dalla conduttrice Giulia Innocenzi, in studio con 1 o 2 personaggi della politica o della società civile italiana che rispondevano alle domande poste dai 24 giovani riuniti a cerchio; nella prima edizione del programma, come in Servizio pubblico, vi era l'editoriale di Marco Travaglio e nel finale di puntata, quando alla conduzione tornava Santoro, l'editoriale di Gianni Dragoni e le vignette di Vauro.
A partire dalla seconda edizione, proprio come accadeva per la contemporanea edizione (2014-2015) di Servizio pubblico, ci furono significative novità: l'assenza di Marco Travaglio e Gianni Dragoni che svolgevano il loro ruolo di editorialisti in esclusiva solo per il talk di Michele Santoro, un nuovo ruolo per Vauro affiancato da Vincino, le new entry dei TheJackal con varie scenette e infine la riduzione da 24 a 20 del numero dei ragazzi per il dibattito.
La terza edizione ha debuttato su La7 il 21 maggio 2015 e vi era la partecipazione di Antonio Di Pietro e Alba Parietti nel ruolo di opinionisti fissi per ogni puntata.

## Edizioni e ascolti
| Edizione | Inizio           | Fine             | Conduzione       | Telespettatori | Share | Puntate |
| -------- | ---------------- | ---------------- | ---------------- | -------------- | ----- | ------- |
| 1ª       | 8 maggio 2014    | 5 giugno 2014    | Giulia Innocenzi | 1.600.000      | 7,35% | 5       |
| 2ª       | 13 novembre 2014 | 18 dicembre 2014 | Giulia Innocenzi | 937.000        | 4,11% | 6       |
| 3ª       | 21 maggio 2015   | 11 giugno 2015   | Giulia Innocenzi | 813.000        | 3,99% | 4       |

### Prima edizione
La prima edizione di Announo è andata in onda dall'8 maggio 2014 al 5 giugno 2014 ogni giovedì in prima serata su LA7 con la conduzione di Giulia Innocenzi.
| Puntata       | Titolo                | Data           | Telespettatori | Share  | Ospiti                                                |
| ------------- | --------------------- | -------------- | -------------- | ------ | ----------------------------------------------------- |
| 1             | Dobbiamo avere paura? | 8 maggio 2014  | 2.203.000      | 10,03% | Matteo Renzi                                          |
| 2             | A chi la banana?      | 15 maggio 2014 | 1.789.000      | 8,17%  | Matteo Salvini, Cécile Kyenge                         |
| 3             | Valgono un voto?      | 22 maggio 2014 | 1.533.000      | 7,36%  | Beatrice Lorenzin, Antonio Di Pietro                  |
| 4             | Viva Maria?           | 29 maggio 2014 | 1.234.000      | 5,61%  | Carlo Giovanardi, Fedez                               |
| 5             | Speranza=Renzi?       | 5 giugno 2014  | 1.241.000      | 5,60%  | Vittorio Sgarbi, Marco Travaglio, Elisabetta Gualmini |
| Media auditel | Media auditel         | Media auditel  | 1.600.000      | 7,35%  |                                                       |

### Seconda edizione
La seconda edizione di Announo è andata in onda dal 13 novembre 2014 al 18 dicembre 2014 ogni giovedì in prima serata su LA7 con la conduzione di Giulia Innocenzi.
| Puntata       | Titolo                  | Data             | Telespettatori | Share | Ospiti                                                            |
| ------------- | ----------------------- | ---------------- | -------------- | ----- | ----------------------------------------------------------------- |
| 1             | Meglio soli?            | 13 novembre 2014 | 1.040.000      | 4,50% | Maurizio Landini                                                  |
| 2             | Indovina chi viene qui? | 20 novembre 2014 | 842.000        | 3,67% | Ignazio Marino, Claudio Lotito                                    |
| 3             | Tutta colpa di Renzi?   | 27 novembre 2014 | 783.000        | 3,29% | Marco Travaglio, Debora Serracchiani                              |
| 4             | Mafia Capitale          | 4 dicembre 2014  | 1.144.000      | 5,05% | Lirio Abbate, Francesco Storace                                   |
| 5             | Er sistema              | 11 dicembre 2014 | 954.000        | 4,23% | Nicola Gratteri, Lirio Abbate, Marco Travaglio, Roberto Giachetti |
| 6             | Bambino per Bambino     | 18 dicembre 2014 | 862.000        | 3,94% | Giuseppe Civati, Alex Zanotelli, Antonio Socci, Edward Luttwak    |
| Media auditel | Media auditel           | Media auditel    | 937.000        | 4,11% |                                                                   |

### Terza edizione
La terza edizione di Announo è andata in onda dal 21 maggio 2015 all'11 giugno 2015 ogni giovedì in prima serata su LA7, sempre con la conduzione di Giulia Innocenzi.
| Puntata       | Titolo         | Data           | Telespettatori | Share | Ospiti                                                               |
| ------------- | -------------- | -------------- | -------------- | ----- | -------------------------------------------------------------------- |
| 1             | No carne?      | 21 maggio 2015 | 1.021.000      | 4.83% | Oscar Farinetti, Umberto Veronesi, Mauro Corona, Sergio Capaldo      |
| 2             | Rete cattiva?  | 28 maggio 2015 | 707.000        | 3,50% | Belén Rodríguez, Rocco Siffredi, Andrea Zanni, Cesare Guerreschi     |
| 3             | Figlio di gay? | 4 giugno 2015  | 653.000        | 3,19% | Aldo Busi, Domenico Sigalini, Umberto Galimberti                     |
| 4             | Senza Rom?     | 11 giugno 2015 | 870.000        | 4,44% | Daniela Santanchè, Antonio Di Pietro, Lirio Abbate, Saverio Raimondo |
| Media auditel | Media auditel  | Media auditel  | 813.000        | 3,99% |                                                                      |

  Massimo
  Minimo

## Curiosità
- La sigla del programma è One Day/Reckoning Song di Asaf Avidan e The Mojos.
- La prima puntata della prima edizione ha avuto come ospite il Presidente del Consiglio Matteo Renzi.[19]
- Nella quarta puntata della seconda edizione si è sviluppata una controversia tra il fumettista Vauro e l'ospite Francesco Storace, dovuta ad una battuta detta dal fumettista contro l'ospite[20], che è sfociata in una querela di Storace contro Vauro[21], malgrado quest'ultimo si sia scusato in diretta pubblicamente e volontariamente pochi secondi dopo la provocazione mal accettata dal politico.
- Nella prima puntata della terza edizione l'ospite Mauro Corona, in collegamento, polemizza con la conduttrice Giulia Innocenzi e abbandona anzitempo la trasmissione perché, a suo dire, per buona parte della puntata è rimasto zitto senza mai riuscire a interagire con gli ospiti e il pubblico di casa.[22]